# ネモ船長と海底都市
『ネモ船長と海底都市』（ネモせんちょうとかいていとし、Captain Nemo and the Underwater City）は、1969年公開のイギリス映画。ジュール・ヴェルヌの創造したネモ船長が登場する作品である。出演はロバート・ライアンやチャック・コナーズ、ルチアナ・パルッツィなど。 

## 概要
ジュール・ヴェルヌの『海底二万里』に登場するネモ船長やノーチラス号が活躍する作品であるが、ヴェルヌの小説の設定を借用しただけで、ストーリーは映画オリジナルである。
ジェームズ・ヒルが監督した。撮影は後に『アトランティス7つの海底都市』なども手がけるアラン・ヒューム、水中撮影はやはりネモ船長の登場する『SF巨大生物の島』にも参加したイージル・ウォックスホルトが担当した。特殊効果には、後年アカデミー視覚効果賞を受賞するジョージ・ギブスが参加している。音楽のウォーリー・ストットはアンジェラ・モーレイの別名である。

## ストーリー
南北戦争のさ中、大西洋上で嵐に見舞われた客船が難破し、乗客のアメリカ上院議員フレイザー、ヘレンとフリップの母子、鉱山技師ロマックス、バーナビーとスワローの兄弟は、ネモ船長の潜水艦ノーチラス号に救助され、船長の建造した巨大なドームに覆われる海底都市に連れて行かれた。
そこはネモ船長が仲間達との協力でひそかに作り上げた理想社会でもあった。
地上の戦乱とは無縁に市民が平和を享受し、海水からふんだんに金を抽出できるため、食器から機械の歯車に到るまで黄金が使われ、都市全体が美しい黄金の輝きと無限のエネルギーと地上をはるかに超えるハイテクで豊かな暮らしを享受しており、増える人口と共にさらなる繁栄を築こうとしていた。だが、一行は戦乱と争奪に明け暮れる地上諸国の暴虐から都市の秘密を守るため、地上への帰還を禁じられてしまった。
フレイザーは船長に見込まれて都市運営の協力を求められ、都市の女性マラにも好意を抱かれるが、内戦の続く故国を見捨てる気にはなれず、ネモ船長が新たに建造した、ノーチラス号よりも大きくて速いノーチラス2号で脱出する計画を立てる。
この動きに対し、ネモ船長の忠実な副官ながら、フレイザーが船長に見込まれたりマラに好意を抱かれたりすることに心穏やかではいられなかったジョーブは、嫌な奴を遠ざけられるとばかりにこの企てを支援した。
フレイザーは船長に共感したヘレンやロマックスを残し、黄金と都市の情報を地上に持ち帰って一儲けを企むバーナビー、海底都市での生活に未練を抱きつつも兄に逆らえないスワローと共に、ノーチラス2号を発進させた。それを知ったネモ船長は、ノーチラス2号の機関には欠陥があって爆発する恐れがあったため、ノーチラス1号で2号の大きさでは通れない海底洞窟を通って先回りしようとする。

## キャスト
| 役名                 | 俳優                           | 日本語吹替 | 日本語吹替   | 日本語吹替   |
| 役名                 | 俳優                           | 東京12ch版 | 日本テレビ版 | テレビ朝日版 |
| -------------------- | ------------------------------ | ---------- | ------------ | ------------ |
| ネモ船長             | ロバート・ライアン             | 黒沢良     | 北原義郎     | 納谷悟朗     |
| ロバート・フレイザー | チャック・コナーズ             | 大塚周夫   | 池田勝       | 羽佐間道夫   |
| ヘレナ・ベケット     | ナネット・ニューマン           | 池田昌子   |              | 武藤礼子     |
| マラ                 | ルチアナ・パルッツィ           |            |              | 高島雅羅     |
| ジョーブ             | ジョン・ターナー               |            |              |              |
| バーナビー・バス     | ビル・フレイザー               | 滝口順平   |              | 滝口順平     |
| スワロー・バス       | ケネス・コナー                 | 辻村真人   |              | 永井一郎     |
| ロマックス           | アラン・カスバートソン         |            |              | 青野武       |
| フィリップ・ベケット | クリストファー・ハートストーン |            |              |              |

- 東京12ch版：初回放送1973年7月19日『木曜洋画劇場』
- 日本テレビ版：初回放送1978年1月4日『水曜ロードショー』
- テレビ朝日版：初回放送1982年7月25日『日曜洋画劇場』

## スタッフ
- 製作総指揮：スティーヴン・パルロス
- 製作：バートラム・オストラー
- 監督：ジェームズ・ヒル
- 原案：ジュール・ヴェルヌ
- 脚本：ビップ・ベーカー、ジェーン・ベーカー、R・ライト・キャンベル
- 音楽：ウォリー・ストット
- 撮影：アラン・ヒューム
- 水中撮影：イージル・ウォックスホルト
- 編集：ビル・ルースウェイト
- 特殊効果：ジャック・ミルズ、リチャード・コンウェイ、ジョージ・ギブス